# Кардиналы-выборщики на Конклаве 1667 года
| Страна                    | Количество выборщиков |
| ------------------------- | --------------------- |
| Итальянские государства   | 64                    |
| Испания                   | 3                     |
| Франция                   | 2                     |
| Священная Римская империя | 1                     |

Следующие кардиналы-выборщики участвовали в Папском Конклаве 1667 года. Список кардиналов-выборщиков приводятся по географическим регионам и в алфавитном порядке.
Папа Александр VII скончался 22 мая 1667 года. Его преемником 20 июня 1667 года был избран кардинал Джулио Роспильози, который принял имя Климент IX. Когда Папа скончался, Священная Коллегия кардиналов насчитывала семьдесят членов. Однако двое из них скончались в Риме в один и тот же день, 5 июня 1667 года, но не на конклаве: Франческо Мария Сфорца Паллавичино, S.J. и Волюмнио Бандинелли. Ни один из них вообще не вошёл в конклав. На начальном этапе конклава присутствовал шестьдесят один кардинал, а позднее присоединились ещё трое, в результате чего число членов Коллегии, присутствовавших на финальном голосовании, достигло шестидесяти четырёх.
В Священной Коллегии кардиналов присутствовали следующие кардиналы-выборщики, назначенные:
- 16 — папой Урбаном VIII;
- 20 — папой Иннокентием X;
- 34 — папой Александром VII.

## Римская Курия
1. Оттавио Аквавива д’Арагона младший, кардинал-священник с титулярной церковью Санта-Чечилия;
2. Никколо Альбергати-Людовизи, великий пенитенциарий[1];
3. Франческо Альбицци, камерленго Священной Коллегии кардиналов;
4. Дечио Аццолино младший, кардинал-дьякон с титулярной диаконией Сант-Адриано-аль-Форо;
5. Антонио Барберини младший, O.S.Io.Hieros., кардинал-епископ Палестрины, камерленго, префект Священной Конгрегации Пропаганды Веры, архипресвитер патриаршей Либерийской базилики, великий раздатчик милостыни Франции, архиепископ Реймса;
6. Карло Барберини, кардинал-дьякон с титулярной диаконией Сант-Анджело-ин-Пескерия;
7. Франческо Барберини старший, кардинал-епископ Остии и Веллетри, декан Коллегии кардиналов, вице-канцлер Святой Римской Церкви, секретарь Верховной Священной Конгрегации Римской и Вселенской Инквизиции, губернатор Веллетри, архипресвитер патриаршей Ватиканской базилики, префект Священной Конгрегации фабрики святого Петра;
8. Карло Бонелли, кардинал-священник с титулярной церковью Сант-Анастазия;
9. Джиберто Борромео, кардинал-священник с титулярной церковью Санти-Джованни-э-Паоло;
10. Виталиано Висконти, апостольский нунций в Испании (не участвовал в Конклаве);
11. Марцио Джинетти, кардинал-епископ Порто и Санта Руфина, вице-декан Коллегии кардиналов, генеральный викарий Рима, префект Священной Конгрегации Индекса, префект Священной Конгрегации обрядов, префект Священной Конгрегации по делам епископов и монашествующих, префект Священной Конгрегации резиденции епископов, префект Священной Конгрегации церковного иммунитета;
12. Стефано Дураццо, кардинал-протопресвитер;
13. Лоренцо Империали, кардинал-священник с титулярной церковью Сан-Кризогоно;
14. Карло Карафа делла Спина, апостольский легат в Болонье;
15. Ульдерико Карпенья, кардинал-епископ Альбано;
16. Флавио Киджи старший, префект Верховного Трибунала Апостольской Сигнатуры справедливости, библиотекарь Святой Римской Церкви, архипресвитер патриаршей Латеранской базилики, префект Священной Конгрегации границ, апостольский легат в Авиньоне;
17. Нери Корсини, апостольский легат в Ферраре;
18. Франческо Майдалькини, кардинал-дьякон с титулярной диаконией Санта-Мария-ин-Виа-Лата;
19. Франческо Мария Манчини, кардинал-дьякон с титулярной диаконией Санти-Вито-Модесто-э-Крешенция;
20. Джакомо Филиппо Нини, кардинал-священник с титулярной церковью Санта-Мария-делла-Паче;
21. Бенедетто Одескальки, кардинал-священник с титулярной церковью Сант-Онофрио;
22. Луиджи Омодеи старший, кардинал-священник с титулярной церковью Санти-Бонифачо-э-Алессио;
23. Вирджинио Орсини, O.S.Io.Hieros., кардинал-священник с титулярной церковью Санта-Мария-дельи-Анджели-э-дей-Мартири;
24. Пьетро Вито Оттобони, апостольский датарий;
25. Джованни Баттиста Мария Паллотта, кардинал-епископ Фраскати;
26. Палуццо Палуцци Альтьери дельи Альбертони, про-генеральный викарий Рима, епископ Монтефьясконе и Корнето, префект Конгрегации вод;
27. Шипионе Панноккьески д’Эльчи, кардинал-священник с титулярной церковью Санта-Сабина;
28. Челио Пикколомини, апостольский легат в Романье;
29. Карло Пио ди Савойя младший, кардинал-дьякон с титулярной диаконией Сант-Эустакьо;
30. Лоренцо Раджи, кардинал-священник с титулярной церковью Санти-Кирико-э-Джулитта;
31. Чезаре Мария Антонио Распони, апостольский легат в Урбино;
32. Карло Роберти, кардинал-священник;
33. Джулио Роспильози, государственный секретарь Святого Престола, префект Священной Конгрегации Священной Консульты (был избран папой римским и выбрал имя Климент IX);
34. Паоло Савелли, кардинал-дьякон с титулярной диаконией Санта-Мария-делла-Скала;
35. Джамбаттиста Спада, кардинал-священник с титулярной церковью Сан-Марчелло;
36. Джулио Спинола, кардинал-священник;
37. Федерико Сфорца, кардинал-священник с титулярной церковью Сан-Пьетро-ин-Винколи;
38. Джироламо Фарнезе, кардинал-священник с титулярной церковью Сант-Аньезе-фуори-ле-Мура;
39. Анджело Чельси, префект Священной Конгрегации Тридентского Собора.

## Европа

### Итальянские государства

#### Папская область
1. Антонио Бики, епископ Озимо;
2. Джироламо Бонкомпаньи, архиепископ Болоньи;
3. Франческо Мария Бранкаччо, кардинал-епископ Сабины, епископ Витербо и Тосканелла;
4. Одоардо Веккьярелли, епископ Риети;
5. Джулио Габриэлли старший, епископ Асколи-Пичено;
6. Карло Гуалтерио, архиепископ Фермо;
7. Джованни Стефано Донги, епископ Феррары[2];
8. Джанниколо Конти, епископ Анконы и Нуманы;
9. Паоло Эмилио Рондинини, епископ Ассизи;
10. Карло Россетти, епископ Фаэнцы;
11. Марчелло Сантакроче, епископ Тиволи[2];
12. Чезаре Факкинетти, епископ-архиепископ Сполето;
13. Джакомо Францони, епископ Камерино;
14. Альдерано Чибо, епископ Йези.

#### Неаполитанское королевство
1. Иннико Караччоло старший, архиепископ Неаполя.

#### Венецианская республика
1. Грегорио Барбариго, епископ Падуи (не участвовал в Конклаве);
2. Джованни Дольфин, патриарх Аквилеи.

#### Республика Лукка
1. Джироламо Буонвизи, епископ-архиепископ Лукки;

#### Миланское герцогство
1. Пьетро Видони старший, епископ Лоди;
2. Альфонсо Литта, архиепископ Милана.

#### Моденское герцогство
1. Ринальдо д’Эсте, кардинал-протодьякон.

### Франция
1. Людовик де Вандом, кардинал-дьякон;
2. Жан-Франсуа-Поль де Гонди де Рец, бывший архиепископ Парижа;
3. Джироламо Гримальди-Каваллерони, архиепископ Экс-ан-Прованса.

### Испания
1. Паскуаль де Арагон-Кордоба-Кардона-и-Фернандес де Кордоба, архиепископ Толедо (не участвовал в Конклаве);
2. Луис Гильермо де Монкада-и-Арагон, герцог Бивона (не участвовал в Конклаве).

### Священная Римская империя
1. Эрнст Адальберт фон Гаррах, архиепископ Праги и князь-епископ Трента;
2. Фридрих Гессен-Дармштадтский, OSIo.Hieros., кардинал-дьякон с титулярной диаконией Сан-Чезарео-ин-Палатио;
3. Гвидобальд фон Тун, архиепископ Зальцбурга (не участвовал в Конклаве).